# Cornelius Kingsland Garrison
Cornelius Kingsland Garrison (Contea di Orange, 1º marzo 1809 – New York, 1º maggio 1885) è stato un politico statunitense, 5° sindaco di San Francisco.

## Biografia
Ha lavorato sul fiume Mississippi guidando battelli a vapore sino a quando, nel 1848, si trasferisce a Panama per avviare delle attività imprenditoriali. Queste attività hanno un notevole successo. Nel 1853 si trasferisce a San Francisco, dove lavora per la Nicaragua Steamship Line, ottenendo ottimi risultati economici. La sua reputazione nel mondo imprenditoriale è la motivazione per cui viene candidato a sindaco della città, risultando eletto primo cittadino di San Francisco il 3 ottobre 1853. Durante il suo mandato è stato terminato il primo collegamento telegrafico della California, ha aumentato gli stanziamenti pubblici per l'istruzione e, nel 1854, sono stati installati i primi lampioni a gas.